# Nicolas Sanson
Nicolas Sanson, född 20 december 1600 i Abbeville, Picardie, död 7 juli 1667 i Paris, var en fransk kartograf, geografins grundläggare i Frankrike.
Sanson utgav 1627 en karta över det gamla Gallien (Galliæ antiquæ descriptio geographica), vann kung Ludvig XIII:s och kardinal Richelieus gunst och blev "géographe ordinaire du roi". 
Sanson utgav sedermera en mängd kartor över olika länder i Europa samt över Asien och Afrika. En karta över Asien (ur hans kartverk L'Asie en plusieurs cartes, 1652), med bland annat en fantastisk teckning av den japanska ön Yezo (Hokkaido), är avbildad i Adolf Erik Nordenskiölds "Periplus" (1897). Även Sansons tre söner var geografer och erhöll samma titel som fadern.

Graverad och handkolorerad karta över Skandinavien från 1692, Skoklosters slott.

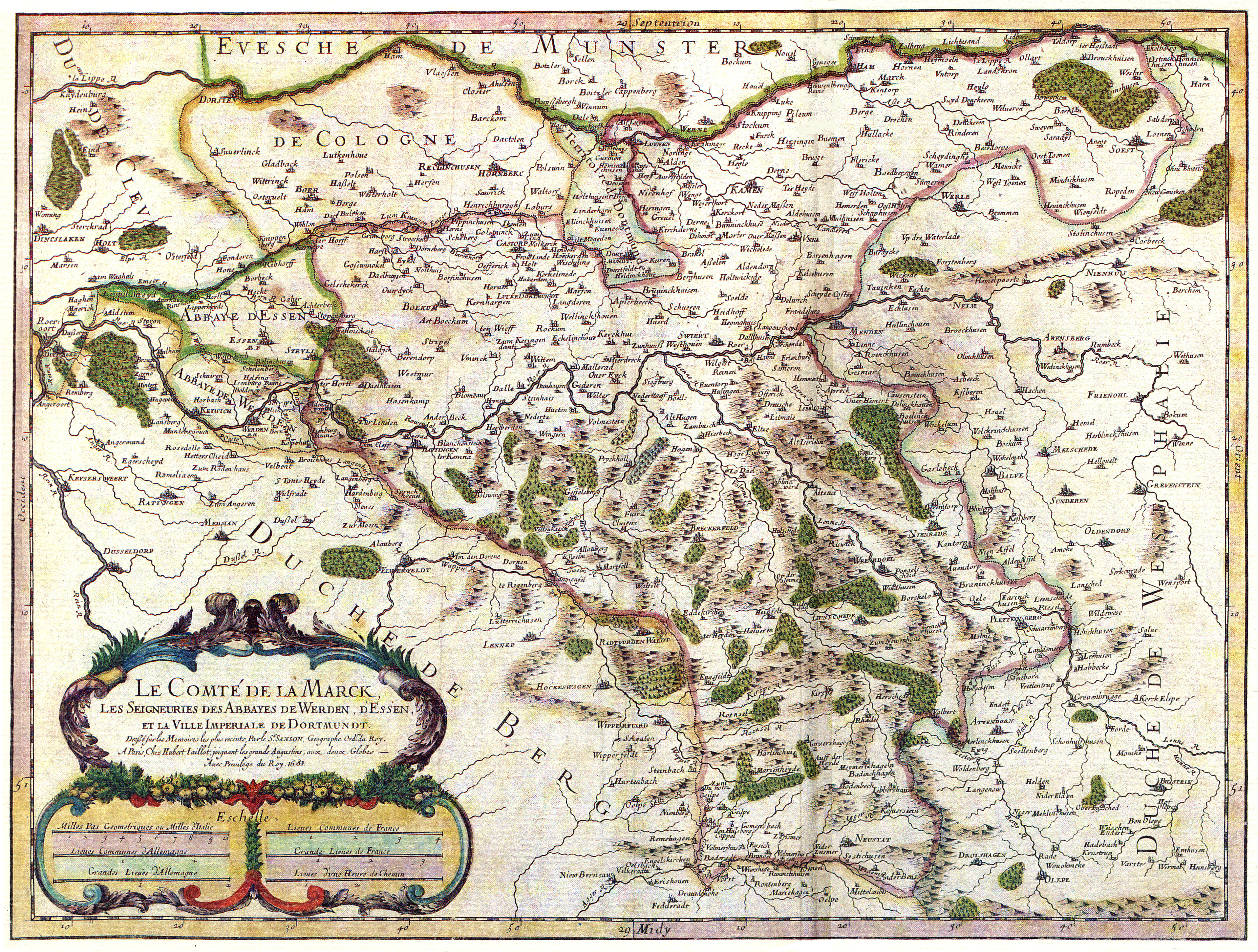
Carte du comté de la Mark, 1681